# Texas Christian University
Texas Christian University (TCU) är ett amerikanskt kristet universitet i Fort Worth, Texas, som grundades 1873. Det är knutet till det reformerta samfundet Kristi Lärjungar (Christian Church - Disciples of Christ).
Universitetets olika idrottslag kallar sig för "Horned Frogs". Namnet refererar dock inte till en groda, utan till paddödla (Phrysonsoma cornutum).